# 인도의 분할

인도의 분할(Partition of India)은 대영 제국의 식민지였던 인도가 힌두교도의 인도와 이슬람교도의 파키스탄(현재의 방글라데시 포함)으로 분할 독립된 것이다. 엄청난 수의 사람들이 살던 곳을 떠나 종교와 일치되는 국가로 민족 대이주했다. 래드클리프 선이 분할선으로 선정되었다.

## 설명
1947년 인도 분할은 인도 아대륙의 영국 지배권이 해체되고 남아시아에 인도와 파키스탄이라는 두 개의 독립된 지배권이 창설됨에 따라 정치적 국경이 변경되고 기타 자산이 분할된 것이다. 인도 자치령은 오늘날 인도 공화국이고, 당시 인도 양쪽에 두 개의 지역으로 구성되어 있던 파키스탄 자치령은 현재 파키스탄 이슬람 공화국과 방글라데시 인민 공화국이다. 분할은 1947년 인도 독립법에 명시되어 있다. 정치적 국경의 변화에는 특히 영국령 인도의 두 지방, 벵골과 펀자브의 분할이 포함되었다. 이 지방의 대부분의 무슬림 지역은 파키스탄에 할당되었고 대다수의 비무슬림 지역은 인도에 할당되었다. 분할된 다른 자산에는 영국령 인도군, 인도 왕립 해군, 인도 왕립 공군, 인도 공무원, 철도 및 중앙 재무부가 포함되었다. 파키스탄과 인도의 자치 독립을 위한 조항은 각각 1947년 8월 14일과 15일 자정에 법적으로 발효되었다.
분할로 인해 대규모 인명 손실이 발생하고 두 영토 간에 전례 없는 이주가 발생했다. 살아남은 난민들 사이에서는 안전이 동료 종교인들에게 있다는 믿음이 확고해졌으며, 파키스탄은 영국령 인도 무슬림을 위한 유일한 피난처로 여겨졌다. 이주는 예고 없이 갑작스럽게 시작되어 많은 피해를 낳았다. 도합 1,400만~1,800만 명, 어쩌면 그 이상이 이주한 것으로 추정되며, 분단기간의 초과사망자는 보통 100만명 안팎으로 추산된다. 1948년 1월 13일, 마하트마 간디는 폭력을 멈추겠다는 목표로 단식을 시작했다. 그는 폭력을 종식시키고 공동체의 화합을 유지하겠다고 다짐한 다양한 종교 및 정치 지도자들의 촉구로 1월 18일 단식을 마쳤다.

## 같이 보기
- 벵골 분할령 (1905년의 벵골 분할)
- 제2차 세계 대전의 영향
- 1971년 인도-파키스탄 전쟁